# Fin de la guerre (schip, 1585)

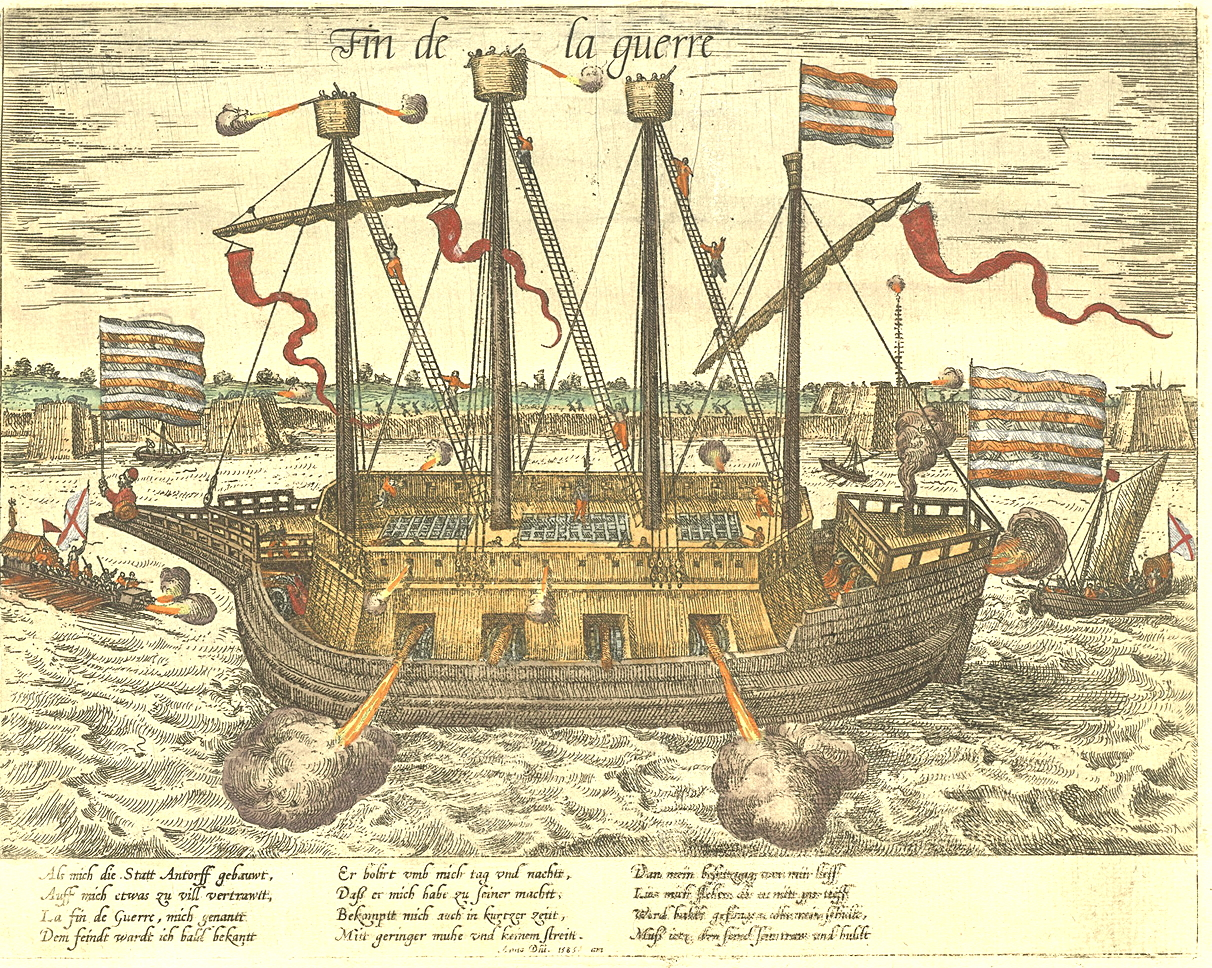
"Fin de la guerre", door Frans Hogenberg.
(collectie:Rijksmuseum Amsterdam)

De Fin de la guerre ('Einde van de oorlog') was een Antwerps oorlogsschip dat werd ingezet tijdens het Beleg van Antwerpen (1584-1585) om een einde aan de oorlog te maken. De bouw begon in augustus 1584 en werd afgerond in april van het jaar 1585. Het schip had een bijna vierkante romp die gevuld was met gestampte netten, hooi en stro, was voorzien van dubbele borstweringen, vier kogelvrije scheepsmasten, drie roeren, vierentwintig zware kanonnen en vijfhonderd schutters, die zodanig waren geplaatst dat een vijand ze niet kon zien of verwonden. Het schip was wegens zijn omvang en gewicht onbestuurbaar en liep op de eerste dag vast in het zand, waarna troepen van Parma het eenvoudig in handen kon krijgen en daarna sloopten.

## Geschiedenis
In het belegerde Antwerpen wedijverde men onderling met het uitvinden van kunstige verdelgingsmiddelen tegen de belegeraars. Twee ingenieurs genaamd Hendrik en Antheunis hadden een ontwerp gemaakt voor een drijvend kasteel van balken. In zes maanden tijd was de bouw ervan voltooid. Het was de bedoeling om met het drijvend kasteel forten en schansen te bestoken. De staatsgezinden waren erg trots op het resultaat: wie er iets negatiefs over zei, was in hun ogen geen goed vaderlander. Het zou met zijn geschut alle vestingen kunnen vellen, met zijn musketiers alle weergangen kunnen vegen. Na de tewaterlating bleek het schip meteen al te zwaar: de diepgang van de romp was twee keer zo als berekend. Men moest er weer veel van slopen om het vaartuig lichter te maken. De onkosten liepen daardoor met meer dan honderdduizend gulden op. Uiteindelijk leek het schip niet veel meer op het oorspronkelijke ontwerp. Men besloot toch om ermee te gaan varen; het had tenslotte al te veel geld gekost om het in de haven te laten liggen.

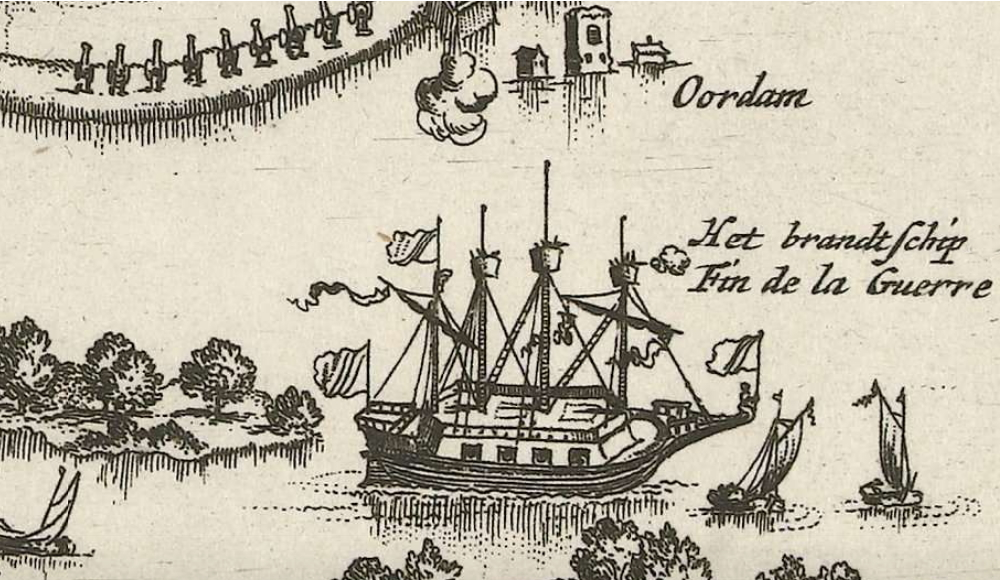
De Fin de la guerre strandde bij het verdronken dorp Oordam, niet ver van de tegenwoordige Kruisschansbrug in het Antwerpse havengebied.

De Antwerpenaren verwachtten dat een aanval met het drijvend kasteel onweerstaanbaar zou zijn. Het logge gevaarte bleek echter onbestuurbaar. Enkele dagen voor de slag op de Kouwensteinsedijk voer het de haven uit om als ondersteuning de betrokken schansen te bestoken. Maar het schip liep al snel vast in het zand. De bemanning verliet het schip en enkele dagen later maakten Parma's soldaten het buit. In gezelschap van enkele edelen en soldaten nam de graaf van Arenberg de "onhandige houtstapel" in bezit. Het monsterschip was al ontdaan van het meeste geschut. Parma kwam het bezichtigen en gaf bevel het te slopen. In Antwerpen noemden ze het monsterschip nadien spottend: de Olifant, de Ark van Noach of Verlorenkost.